# Archivos Nacionales de Francia
Los Archivos Nacionales de Francia conservan los archivos de los órganos centrales del estado francés, a excepción del archivo del ministerio de la Defensa, ministerio de Finanzas y el de Asuntos exteriores dado que tienen sus propios servicios de archivos desde el siglo XVIII, como los llamados Service historique de la Défense y Archives diplomatiques. Su gestión es competencia del ministerio de Cultura desde 1959. La sede está situada en Pierrefitte-sur-Seine, aunque mantienen fondos también en París y en Fontainebleau sumando todos ellos unos 373 km lineales de archivos donde se documenta la historia de Francia desde el siglo VII hasta la actualidad. 
Los archivos de las administraciones estatales que no se encuentran en París se conservan en sus respectivos archivos departamentales. 

## Historia
Durante el siglo XVII se constituyen «en Francia grandes depósitos documentales de Hacienda, Guerra, Marina, Asuntos Extranjeros, etc., pero no había aún archivos del Estado propiamente dichos, y los ministros, embajadores y otros personajes tenían tendencia a considerar los papeles de sus cargos como bienes personales que debian pasar a su familia.» Hubo intentos durante el siglo XVIII, antes de la Revolución francesa, aunque, tras más de 30 años, no se lograron los objetivos deseados. Se contabilizaron más de diez mil depósitos archivísticos repartidos por toda Francia.
En la Asamblea constituyente, el 29 de julio de 1789, «se decidió garantizar la conservación de esos archivos.» Poco después, el 12 de septiembre de 1790, tomaban el nombre de Archivos Nacionales siendo el abogado y diputado de París, Armand Gaston Camus nombrado su primer archivero. A su muerte, en 1804 le sucedió Pierre Daunou.
Durante el siglo XIX y XX su crecimiento fue incesante. En tiempos de Jules Michelet (hacia 1830) se evaluaba su contenido en 25 km lineales de archivos, mientras que a finales de los años 60 esa cifra ya era de unos 250 km.
Será León de Laborde, director de los Archivos Nacionales desde 1861 el impulsor de la elaboración de «los grandes inventarios que aún existen, como guía que permite orientarse en aquel tupido bosque.»

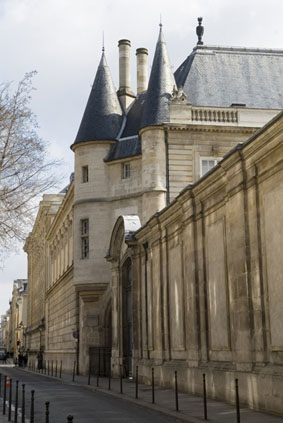
Fachada del Hôtel de Clisson, integrado en la sede de los Archivos nacionales en París.

## Sedes

### Antiguas sedes
Antes de su instalación permanente en el Hôtel de Soubise en 1808, los Archivos Nacionales deambularon por varias sedes. Se ubicaron por primera vez en una de las salas de la Asamblea constituyente en Versalles, antes de irse a París tras el decreto del 12 de octubre de 1789: primero a la biblioteca de Feuillants, rue Saint -Honoré, luego en el antiguo convento de capuchinos ubicado en la misma calle. 
La Convención Francesa trasladó los archivos al Palacio de las Tullerías en 1793, donde permanecieron hasta 1800, la fecha de su traslado (con la biblioteca de los Archivos incluida) al Palacio Borbón, con la excepción del gabinete de hierro que permaneció allí. Incluso si los otros depósitos de la capital se agruparon teóricamente en 1793, bajo la responsabilidad de Camus y, en consecuencia, de los Archivos Nacionales, en dos secciones, el poder judicial, por un lado, y el de dominios señoriales y administrativo, por otro, los depósitos son distintos: para la primera sección, naturalmente, el Palacio de Justicia y la Santa Capilla, y para el segundo, el Palacio del Louvre, entonces bajo el Consulado, el Palacio Borbón.

### Sede actual
Ante la creciente falta de espacio y depósitos en la sede del centro histórico de París, el presidente de la República francesa, Jacques Chirac, decide el 9 de marzo de 2004 la construcción de un nuevo edificio que abrirá sus puertas en 2013 de la mano de François Hollande. Las obras empezaron el 18 de junio de 2009 y el 22 de mayo de 2012 se iniciaron los traslados de los depósitos a la nueva instalación con una capacidad total de 320 km de estantes.

## Otros depósitos
Algunos fondos de interés nacional están conservados en otros dos servicios: los Archives nationales d'outre-mer en Aix-en-Provence (archivo de las colonias) y los Archives nationales du monde du travail en Roubaix (archivos privados de empresas y de asociaciones).